# Elecciones parciales en Comoras de 1959
El 31 de mayo de 1959 se llevó a cabo una elección parcial para la Asamblea Nacional francesa en Comoras. El resultado fue una victoria para la Lista de la Quinta República, que ganó ambos escaños en las elecciones. Los dos escaños fueron ocupados por Saïd Mohamed Cheikh y Saïd Ibrahim Ben Ali.

## Resultados
|  | 100 % |

|  | 99.60 % |

|  | 0.40 % |

|  | 64.32 % |

|  | 35.68 % |